# Henri Gaden

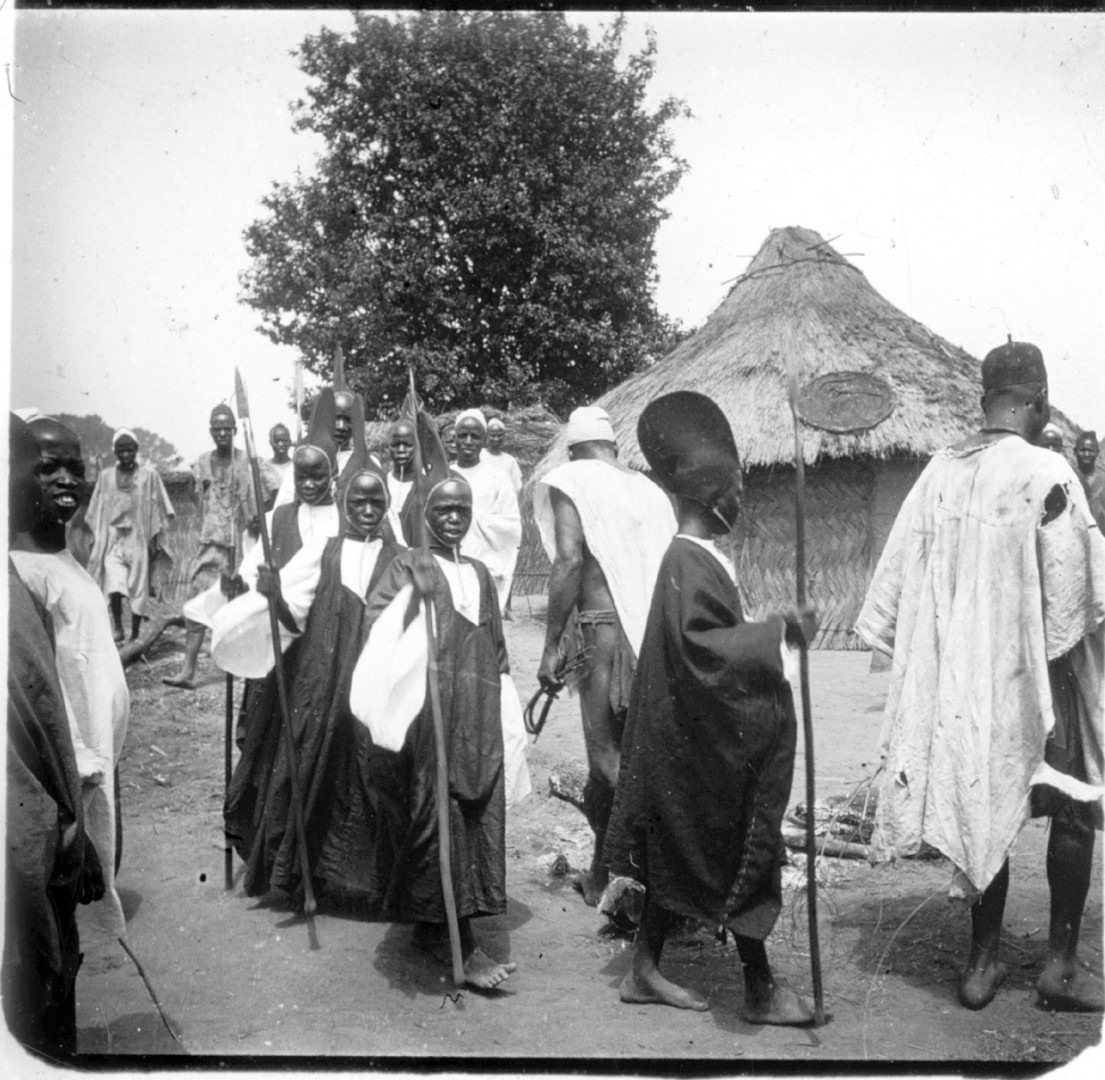
Průvod obřezaných mladých lidí po iniciačním obřadu, Diangana, Guinea, 1899

Henri Gaden (24. ledna 1867, Bordeaux – 12. prosince 1939, Saint-Louis of Senegal) byl francouzský voják, lingvista, koloniální správce, etnolog a fotograf, první velký specialista na jazyk a kulturu etnika Fulbů.

## Životopis
Nicolas Jules Henri Gaden, syn Henriho Gadena (1840–1913) a Hélèny Rousseové (1844-1917), rodiny obchodníků s vínem německého původu, kteří se usadili v Bordeaux na konci 18. století. V roce 1888 vstoupil do vojenské školy Saint-Cyr. Dne 11. října 1890 byl přidělen k pluku v obci Tarbes.
Henri Gaden byl dán k dispozici ministerstvu kolonií 25. srpna 1894. Odjel na žádost ministerstva do koloniálního Súdánu (dnešní Mali ) jako asistent obyvatel Bandiagary domorodců Dogoni a poté se podílel na zajetí, 27. září 1898, Samory Touré, zakladatel krátko trvající říše Wassoulou a hlavní odpůrce francouzské kolonizace v západní Africe.
Dobrý znalec jazyka fulbštiny se vrátil – po pobytu ve Francii od srpna 1899 do října 1900 – v Zinder v Nigeru, pak v březnu 1904, byl poslán na misi do Konga a Čadu. Do Francie se vrátil v červnu 1907, kde zůstal rok a v červnu 1908 odjel do Boutilimit v Mauritánii před bojem od 2. dubna 1914 (během první světové války) v Maroku pod Lyauteyem. Zraněný byl demobilizován 24. prosince 1915 a vrátil se do Saint-Louis du Senegal v listopadu 1916 jako komisař generální vlády pro civilní území Mauritánie. Dekretem se stalo samostatnou kolonií dne 4. prosince 1920 a Henri Gaden, od té doby guvernér třetí třídy a 7. srpna 1919, se stal jeho nadporučíkem-guvernérem až do svého odchodu do důchodu v roce 1926.
Dne 31. prosince 1926 navzdory radě svého přítele Henriho Gourauda (1867-1946) se Henri Gaden rozhodl nevrátit se do Francie a trvale se usadil v Saint-Louis v Senegalu. Tam se věnoval etnografické a filologické práci týkající se arabštiny a fulbštiny. Zastánce koloniální správy sdružování a nikoli asimilace, pracoval s místními kolaboranty a nechtěl místní sociální struktury zničit, ale chtěl jim porozumět. Během čtyřiceti let svého života v Africe pořídil četné fotografie skvělé etnografické a umělecké kvality: „Ať už jde o vojenské, nebo civilní scény, Henri Gaden, s neustálým estetickým zájmem, díky modernosti svých námětů a originalitě úhlů záběru, se jeví jako inovativní fotograf své doby“. Jeho 355 fotografických snímků je uloženo v archivu města Bordeaux. Než mohl dokončit svůj projekt fulbsko-francouzského slovníku, zemřel v koloniální nemocnici Saint-Louis v Senegalu. Jeho pohřeb se připomíná dne 14. prosince 1939 v katedrále Saint-Louis of Senegal pak je pohřben na hřbitově ostrova Sor, kde je na jeho památku vztyčena stéla.

## Tvorba
Autorova hlavní díla jsou :
- Proverbes et maximes peuls et toucouleurs (Přísloví Fulaniů a Toucouleurů), přeložené, vysvětlené a komentované, Práce a paměti Ústavu etnologie, Paříž., 1931, 368s.
- Muhammadu Aliou Thiam († 1911). Život El Hadja Omara, qacida v Poularu, transkripce, překlad, poznámky a glosář, 1931

Tyto dvě publikace jsou důležité pro znalost fulánských a arabských jazyků a kultur. Pomohly opravit historii a paměť národů Fulani a Toucouleur, stejně jako gesto džihádu El Hadj Omara, a podpořit africká etnografická studia.

## Galerie

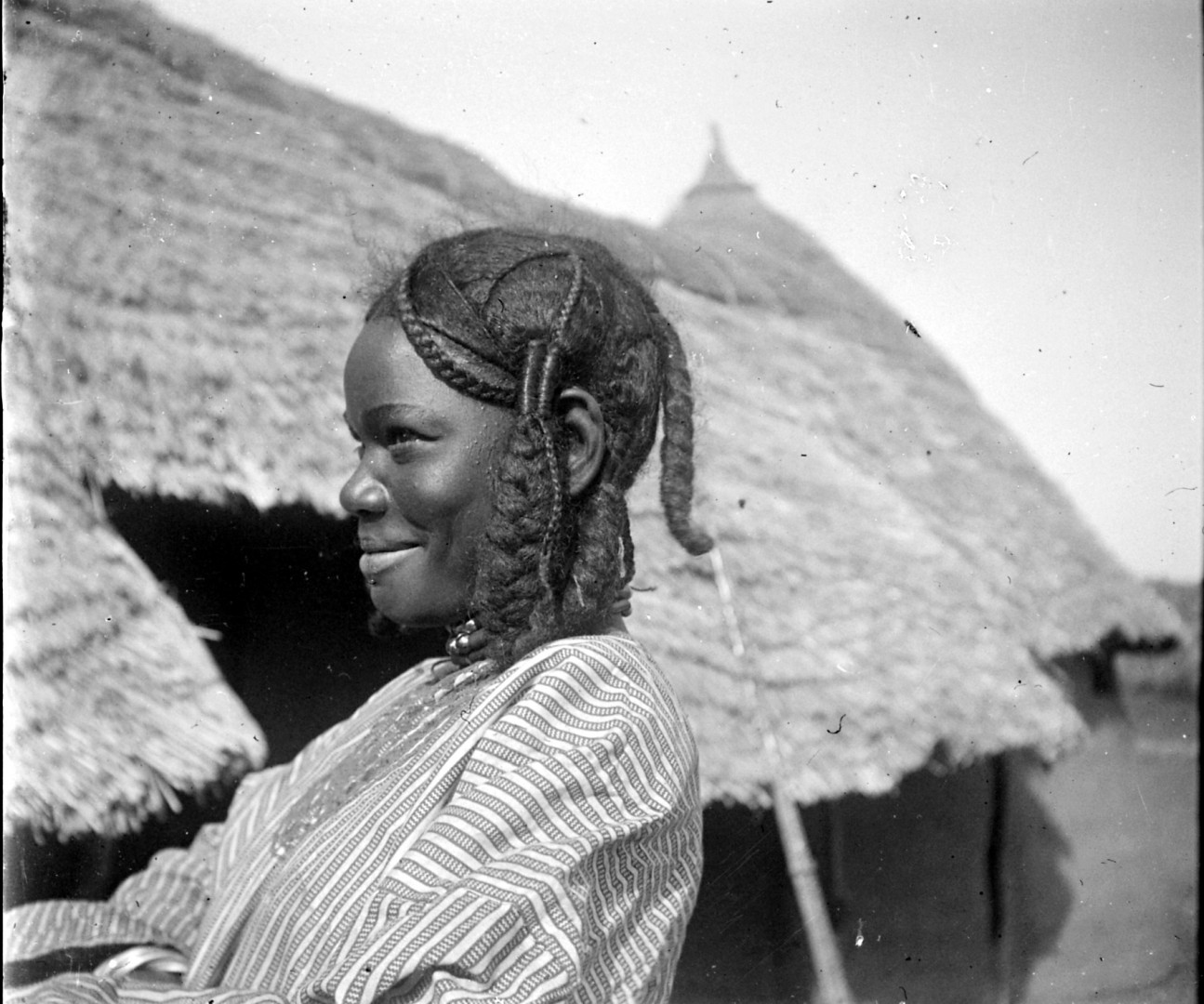
Portrét neznámé dívky
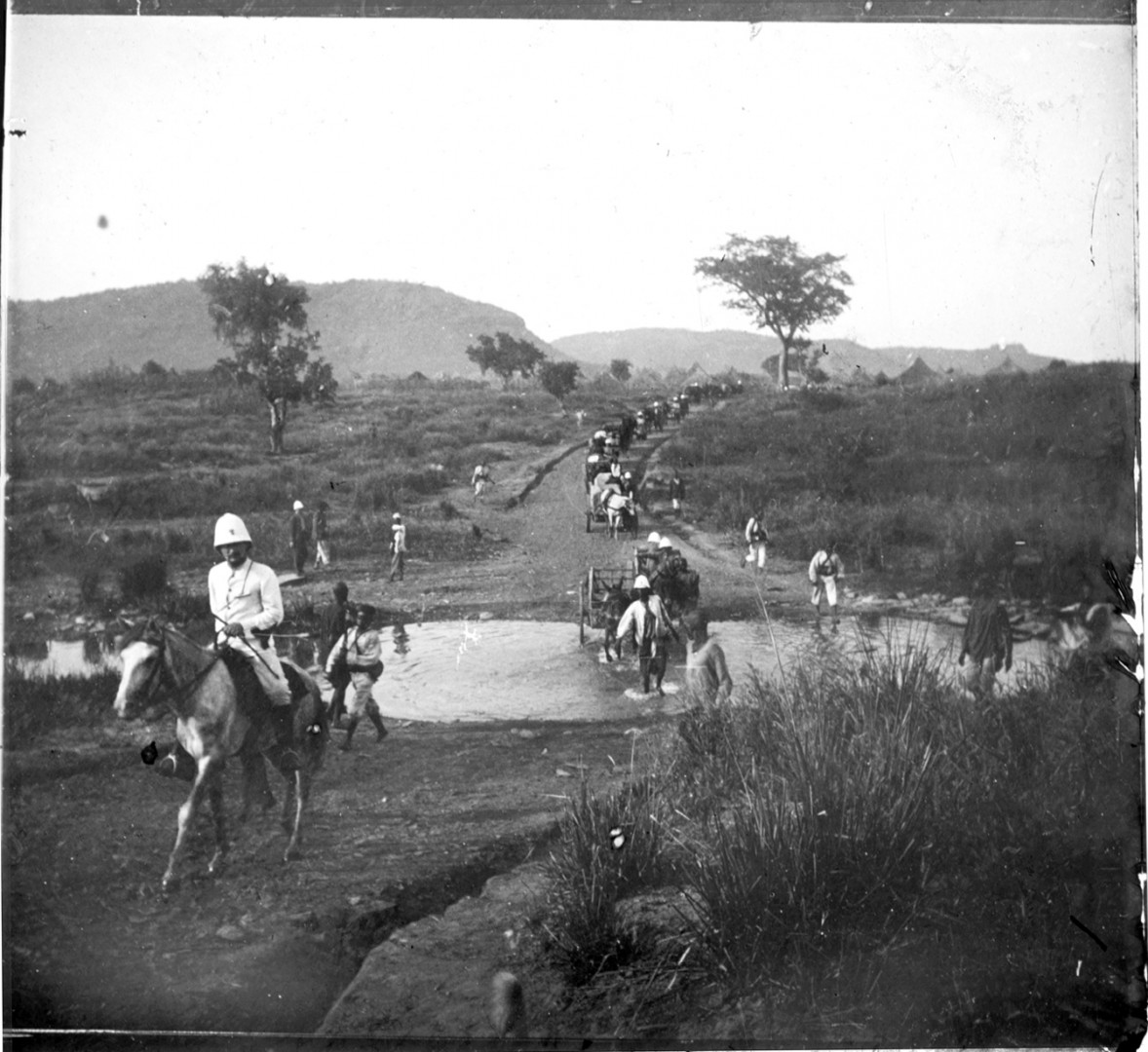
Vojska v pohybu, Badrimbé, 1897
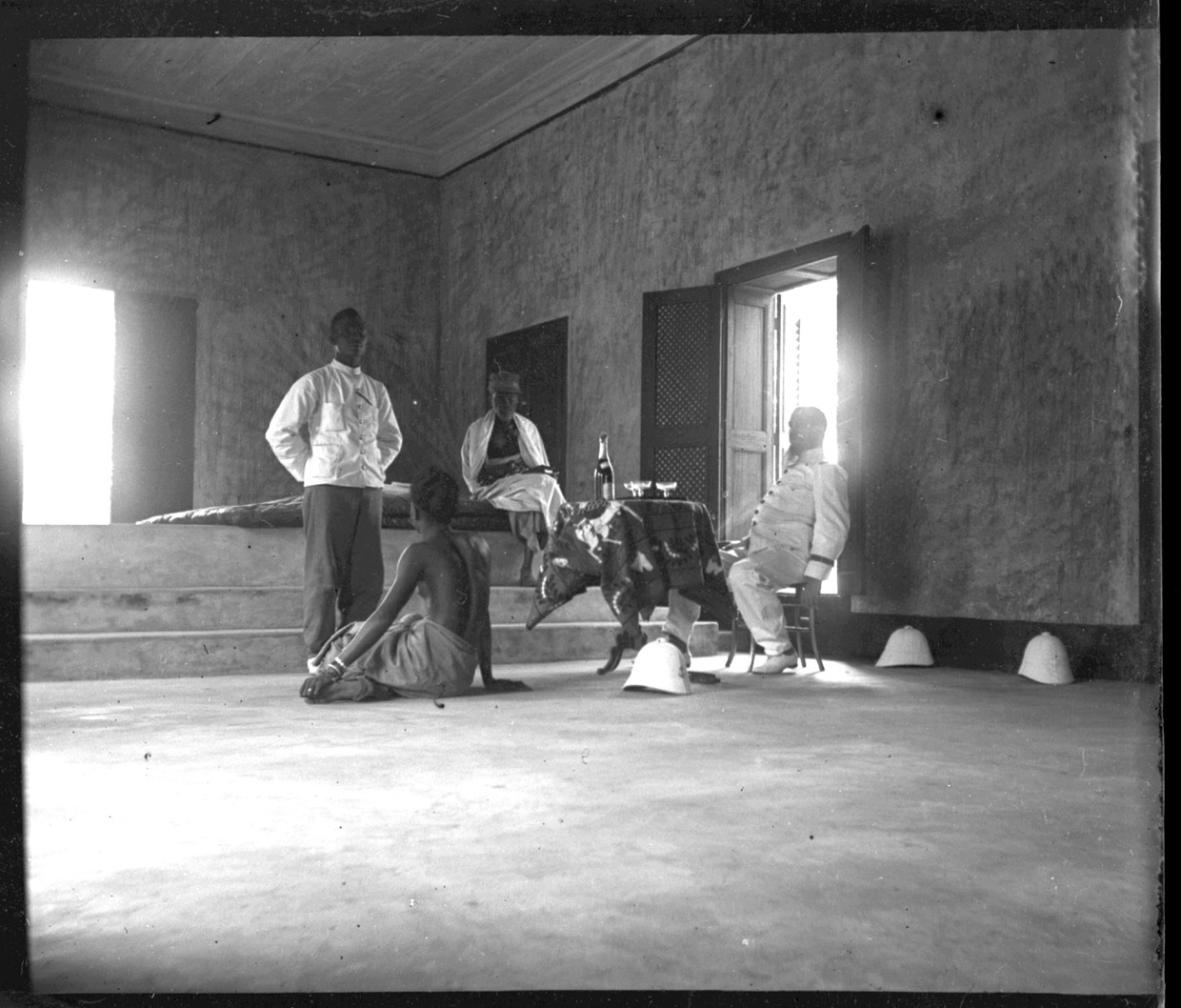
Interiér
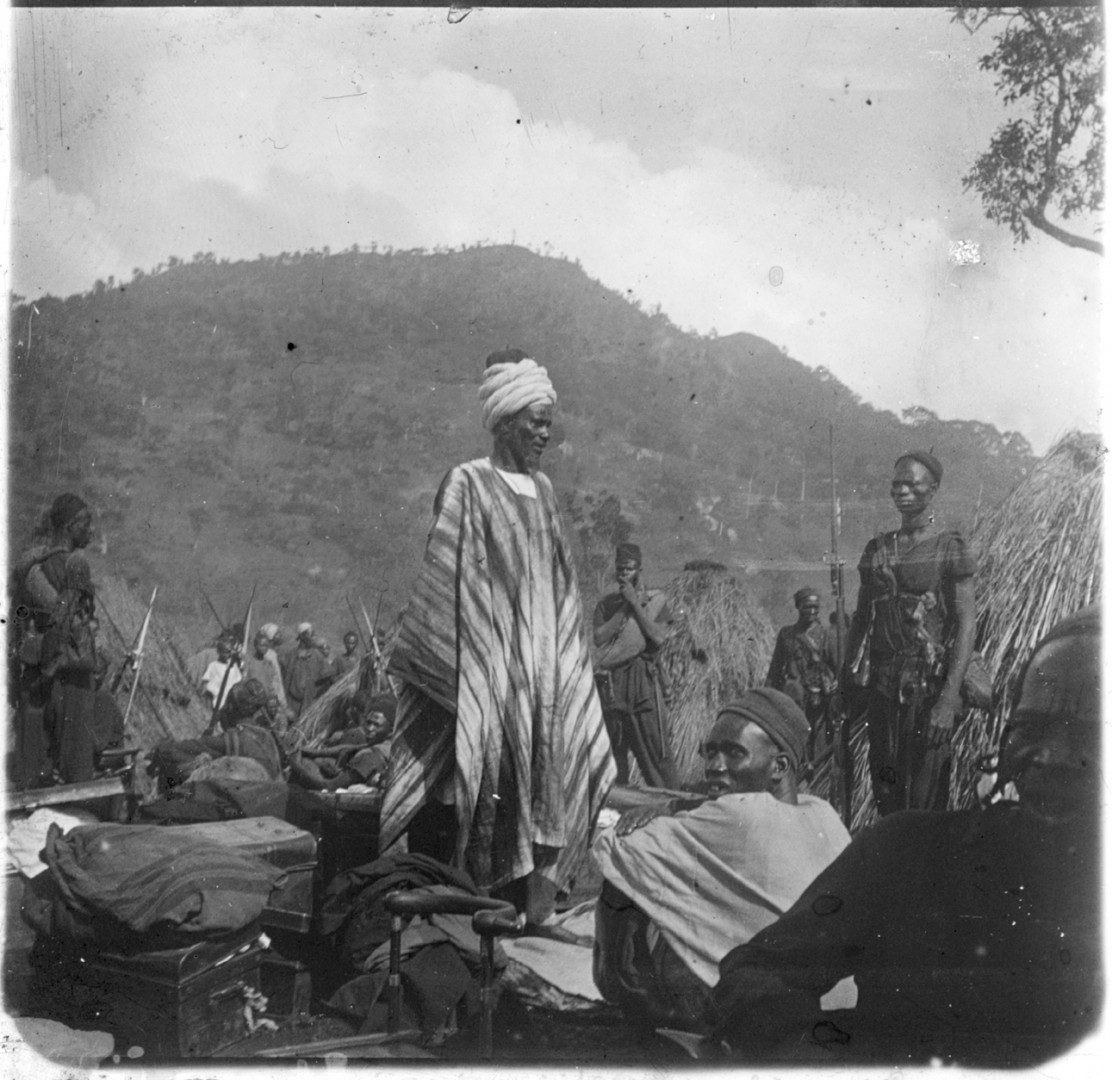
Samory Touré po jeho zajetí
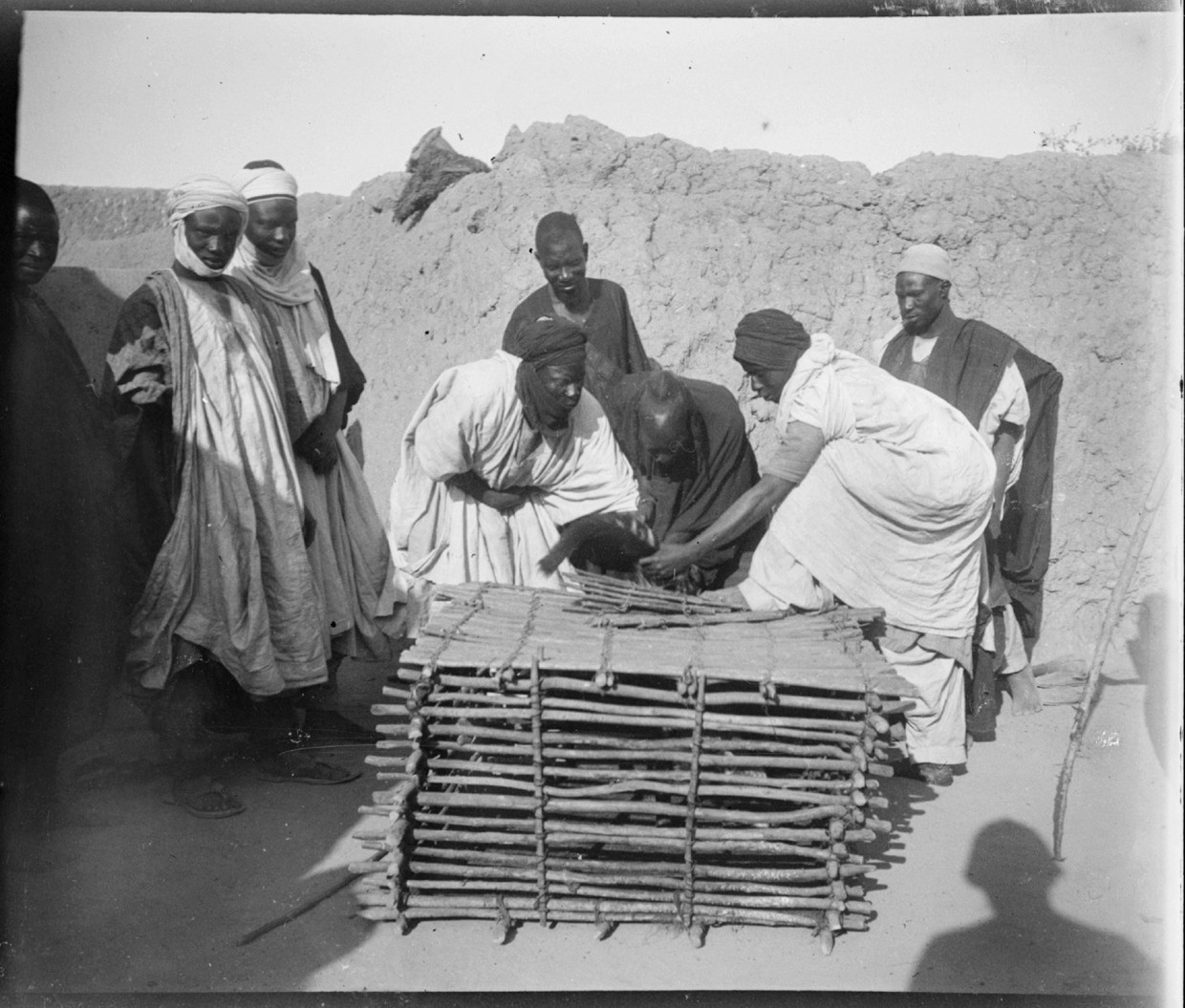
Obyvatelé severního Súdánu s kočkovitou šelmou v kleci
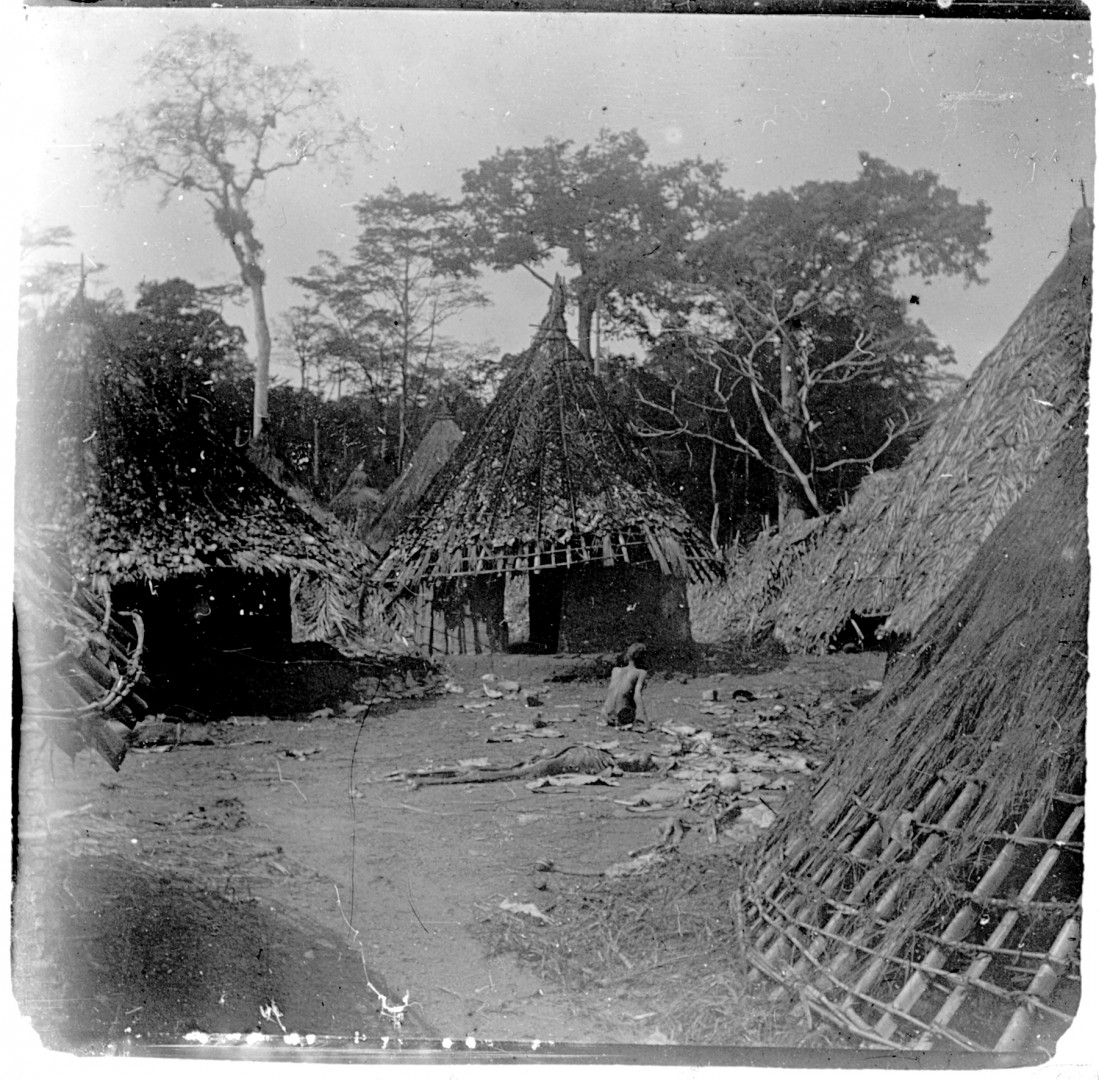
Vesnice domorodců, 1898